# Liste der Baudenkmäler in Haag an der Amper
Auf dieser Seite sind die Baudenkmäler in der oberbayerischen Gemeinde Haag an der Amper zusammengestellt. Diese Tabelle ist eine Teilliste der Liste der Baudenkmäler in Bayern. Grundlage ist die Bayerische Denkmalliste, die auf Basis des Bayerischen Denkmalschutzgesetzes vom 1. Oktober 1973 erstmals erstellt wurde und seither durch das Bayerische Landesamt für Denkmalpflege geführt wird. Die folgenden Angaben ersetzen nicht die rechtsverbindliche Auskunft der Denkmalschutzbehörde.

## Baudenkmäler nach Ortsteilen

### Haag
| Lage                                  | Objekt                                                                   | Beschreibung | Akten-Nr.              | Bild           |
| ------------------------------------- | ------------------------------------------------------------------------ | --- | ---------------------- | -------------- |
| Am Dorfplatz (Standort)               | Kriegerdenkmal                                                           | Reliefierte Stele aus Kalkstein, um 1920. | D-1-78-129-2 Wikidata  | weitere Bilder |
| Freisinger Straße 1 (Standort)        | Ehemaliger Schlosspark mit Schlossallee und nördlicher Einfriedungsmauer | 17./18. Jahrhundert. | D-1-78-129-1 Wikidata  | weitere Bilder |
| Inkofener Straße 8 (Standort)         | Ehemaliges Schlossbräuhaus                                               | Hoher zweigeschossiger Walmdachbau mit kurzen Seitenflügeln und Krangauben, von Simon Clement Floßmann 1795 erbaut. | D-1-78-129-7 Wikidata  | weitere Bilder |
| Inkofener Straße 8 (Standort)         |                                                                          | Teile der Rokoko-Ausstattung der Kapelle des ehemaligen Hofmarkschlosses Haag an der Amper (1779–83) im Neubau von 2020: Hochaltar mit Anbetung der Hirten sowie Petrus und Paulus, Figuren (zwei Märtyrerinnen), bezeichnet mit "1736", in moderner Fassung; Stuckdekor, b bezeichnet mit "1736"; Kapellentür | D-1-78-129-31          | BW             |
| Pfarrer-Weingand-Straße 6 (Standort)  | Ehemaliges Wohnhaus, sogenanntes Hörhammersches Haus                     | Zweigeschossiger Traufseitbau mit Vorschuss-Giebelmauern, neugotischen Lüftungsöffnungen und eisernem Balkon, um 1890. | D-1-78-129-4 Wikidata  | weitere Bilder |
| Pfarrer-Weingand-Straße 10 (Standort) | Katholische Pfarrkirche St. Laurentius                                   | Saalbau mit polygonal schließendem Chor des 15. Jahrhunderts, angefügter Sakristei und Westturm mit Zwiebelhaube im Stil des Spätrokoko, nach 1690 neu errichtet über älterer Grundlage, 1923/24 nach Westen erweitert; mit Ausstattung.                                                                       | D-1-78-129-6           | weitere Bilder |
| Pfarrer-Weingand-Straße 10 (Standort) | Zwei Bruderschaftshäuschen der Erzbruderschaft Maria Trost               | Zweigeschossige Walmdachbauten mit Architekturmalerei, der südliche von 1735, der nördliche Mitte 18. Jahrhundert entstanden. | D-1-78-129-6 zugehörig | weitere Bilder |
| Pfarrer-Weingand-Straße 10 (Standort) | Zweiläufiger barocker Treppenaufgang zum Kirchhof                        | Bezeichnet mit 1762. | D-1-78-129-6 zugehörig | weitere Bilder |
| Auf der Wart (Standort)               | Wegkapelle heiliger Johann Nepomuk                                       | Nischenkapelle, wohl 18. Jahrhundert. | D-1-78-129-9 Wikidata  | weitere Bilder |

### Inkofen
| Lage                            | Objekt                                                       | Beschreibung | Akten-Nr.               | Bild                  |
| ------------------------------- | ------------------------------------------------------------ | --- | ----------------------- | --------------------- |
| Dorfstraße 18 (Standort)        | Ehemaliges Nebengebäude eines Bauernhofes mit Kapellennische | Zweigeschossiger Putzbau mit Satteldach, Ende 19. Jahrhundert. | D-1-78-129-10 Wikidata  | weitere Bilder        |
| Dorfstraße 19 (Standort)        | Bauinschrift von 1515                                        | | D-1-78-129-11 Wikidata  | Bauinschrift von 1515 |
| Dorfstraße 21 (Standort)        | Ehemaliges Pfarrhaus                                         | Langgestreckter zweigeschossiger Walmdachbau von 1820. | D-1-78-129-12 Wikidata  | weitere Bilder        |
| Moosburger Straße (Standort)    | Kapellennische aus Backstein                                 | Ende 19. Jahrhundert. | D-1-78-129-14 Wikidata  | weitere Bilder        |
| Moosburger Straße 10 (Standort) | Ehemaliges Bauernhaus                                        | Erdgeschossiger Massivbau mit Greddach und Wageneinfahrt mit sogenanntem Froschmaul, zweite Hälfte 19. Jahrhundert.                                                                       | D-1-78-129-13 Wikidata  | weitere Bilder        |
| Schloßweg (Standort)            | Gruftkapelle der Grafen La Rosée                             | Neugotischer zentralisierter Kapellenbau mit darunter liegender Gruftanlgae und Dachreiter, von Daniel Ohlmüller 1834/35 erbaut.                                                          | D-1-78-129-16           | weitere Bilder        |
| Schloßweg 3 (Standort)          | Katholische Filialkirche St. Michael                         | Saalbau mit spätgotischem Polygonalchor, wuchtigem Flankenturm und angefügter zweigeschossiger Sakristei, 15. Jahrhundert, neuromanisches Langhaus, bezeichnet mit 1852; mit Ausstattung. | D-1-78-129-15 Wikidata  | weitere Bilder        |
| Schloßweg 5 (Standort)          | Schloss Inkofen, Schlossgebäude                              | Schlichter dreigeschossiger Bau mit Halbwalmdach, im Kern 15. Jahrhundert, östlicher Anbau von 1723.                                                                                      | D-1-78-129-17 Wikidata  | weitere Bilder        |
| Schloßweg 5 (Standort)          | Schloss Inkofen, Nebengebäude                                | Erdgeschossiger Massivbau mit Halbwalmdach, 17./18. Jahrhundert. | D-1-78-129-17 zugehörig | BW                    |
| Schloßweg 5 (Standort)          | Schloss Inkofen, Schlossmauer aus Ziegelstein und Graben     | Wohl 16. Jahrhundert. | D-1-78-129-17 zugehörig | BW                    |
| Schloßweg 5 (Standort)          | Schloss Inkofen, Schlossbrücke mit Backsteinbrüstung         | Wohl noch 16. Jahrhundert. | D-1-78-129-17 zugehörig | BW                    |

### Mittermarchenbach
| Lage                           | Objekt                              | Beschreibung | Akten-Nr.     | Bild           |
| ------------------------------ | ----------------------------------- | --- | ------------- | -------------- |
| Mittermarchenbach 2 (Standort) | Katholische Filialkirche St. Agatha | Kleiner spätgotischer Saalbau mit polygonal schließendem Chor und Dachreiter mit barocker Zwiebelhaube, wohl 15. Jahrhundert, barockisiert; mit Ausstattung. | D-1-78-129-18 | weitere Bilder |

### Obermarchenbach
| Lage                       | Objekt                                           | Beschreibung | Akten-Nr.                        | Bild                                            |
| -------------------------- | ------------------------------------------------ | --- | -------------------------------- | ----------------------------------------------- |
| Bachweg 5 (Standort)       | Ehemaliges Bauernhaus                            | Zweigeschossiger Blockbau mit Flachsatteldach und reicher, erneuerter Bemalung, zweite Hälfte 18. Jahrhundert. | D-1-78-129-20 Wikidata           | weitere Bilder                                  |
| Bachweg 5 (Standort)       | Nebengebäude in Blockbau                         | Nebengebäude, zweigeschossiger Flachsatteldachbau, Obergeschoss in Blockbauweise mit Laube, Erdgeschoss mit Putzgliederung, gleichzeitig aus Algerting bei Vilshofen transferiert. | D-1-78-129-20 zugehörig Wikidata | Nebengebäude in Blockbau                        |
| Hauptstraße 3 a (Standort) | Wohnteil des ehem. Hirtenhauses von Wolfersdorf  | erdgeschossiger Blockbau mit Greddach, 2. Hälfte 18. Jh.; um 1990 abgetragen und 1991 am jetzigen Standort wiedererrichtet (modern unterkellert) | D-1-78-129-28                    | Wohnteil des ehem. Hirtenhauses von Wolfersdorf |
| Kirchberg 4 (Standort)     | Ehemaliges Pfarrhaus                             | Kubischer zweigeschossiger Walmdachbau mit Krangaube, im Kern 1717. | D-1-78-129-21 Wikidata           | weitere Bilder                                  |
| Kirchberg 8 (Standort)     | Katholische Filialkirche heilige Kreuzauffindung | Im Kern spätgotischer Saalbau mit polygonalem Chor, angefügter Sakristei und Chorflankenturm mit Zwiebelhaube, Ausbau im 17. Jahrhundert; mit Ausstattung. | D-1-78-129-19 Wikidata           | weitere Bilder                                  |
| Waldweg 14 (Standort)      | Wohnhaus                                         | Eineinhalbgadiger Walmdachbau, frei entwickelte und nachempfundene Neuschöpfung eines Landshuter Haustyps unter Verwendung alter Teile eines ehemaligen Bauernhauses (aus Aich, St. Georgstraße 28, Stadt Moosburg a. d. Isar): Holzblockobergeschoss und Dachstuhl des 17./18. Jahrhunderts, Fenster des 19. Jahrhunderts; 1988 nach Obermarchenbach transferiert, Erdgeschoss nach altem Grundriss erneuert. | D-1-78-129-27 Wikidata           | weitere Bilder                                  |

### Plörnbach
| Lage                   | Objekt     | Beschreibung                                                                       | Akten-Nr.              | Bild           |
| ---------------------- | ---------- | ---------------------------------------------------------------------------------- | ---------------------- | -------------- |
| Plörnbach 1 (Standort) | Hofkapelle | Barocker Zentralbau mit Pilastergliederung und Zeltdach, um 1700; mit Ausstattung. | D-1-78-129-25 Wikidata | weitere Bilder |

### Seeberg
| Lage                  | Objekt      | Beschreibung                                                                                               | Akten-Nr.              | Bild           |
| --------------------- | ----------- | --- | ---------------------- | -------------- |
| In Seeberg (Standort) | Dorfkapelle | Kleiner Putzbau mit leicht eingezogener Apsis, Traufband und Dachreiter, 18. Jahrhundert; mit Ausstattung. | D-1-78-129-22 Wikidata | weitere Bilder |

### Sollern
| Lage                 | Objekt                                | Beschreibung | Akten-Nr.               | Bild                                 |
| -------------------- | ------------------------------------- | --- | ----------------------- | ------------------------------------ |
| Sollern 2 (Standort) | Ehemaliger Dreiseithof, Wohnstallhaus | Erdgeschossiger Greddachbau mit Putzbandgliederung, abgewalmtem Stüberlvorbau und geschnitzter Füllungstür aus der Mitte 19. Jahrhundert, im Kern 18. und Mitte 19. Jahrhundert. | D-1-78-129-23 Wikidata  | weitere Bilder                       |
| Sollern 2 (Standort) | Ehemaliger Dreiseithof, Stallstadel   | Satteldachbau mit befenstertem Kniestock, im Kern 18. Jahrhundert. Durch Tornado total zerstört.                                                                                 | D-1-78-129-23 zugehörig | BW                                   |
| Sollern 2 (Standort) | Ehemaliger Dreiseithof, Nebengebäude  | Erdgeschossiger Putzbau mit Satteldach und Traufband, im Kern 18. Jahrhundert.                                                                                                   | D-1-78-129-23 zugehörig | Ehemaliger Dreiseithof, Nebengebäude |

### Untermarchenbach
| Lage                     | Objekt                                 | Beschreibung | Akten-Nr.     | Bild           |
| ------------------------ | -------------------------------------- | --- | ------------- | -------------- |
| Kirchstraße 6 (Standort) | Katholische Filialkirche St. Stephanus | Spätgotischer Saalbau mit eingezogenem Polygonalchor, breiter Vorhalle und Westturm, vor 1493, angefügtes Beinhaus 16. Jahrhundert, Sakristei 1785; mit Ausstattung; mit Friedhofsummauerung. | D-1-78-129-24 | weitere Bilder |

### Unterschwaig
| Lage                       | Objekt                    | Beschreibung                                                           | Akten-Nr.              | Bild                      |
| -------------------------- | ------------------------- | ---------------------------------------------------------------------- | ---------------------- | ------------------------- |
| In Unterschwaig (Standort) | Ehemaliger Getreidekasten | Zweigeschossiger Blockbau mit Laube und Walmdach, bezeichnet mit 1746. | D-1-78-129-26 Wikidata | Ehemaliger Getreidekasten |

## Ehemalige Baudenkmäler

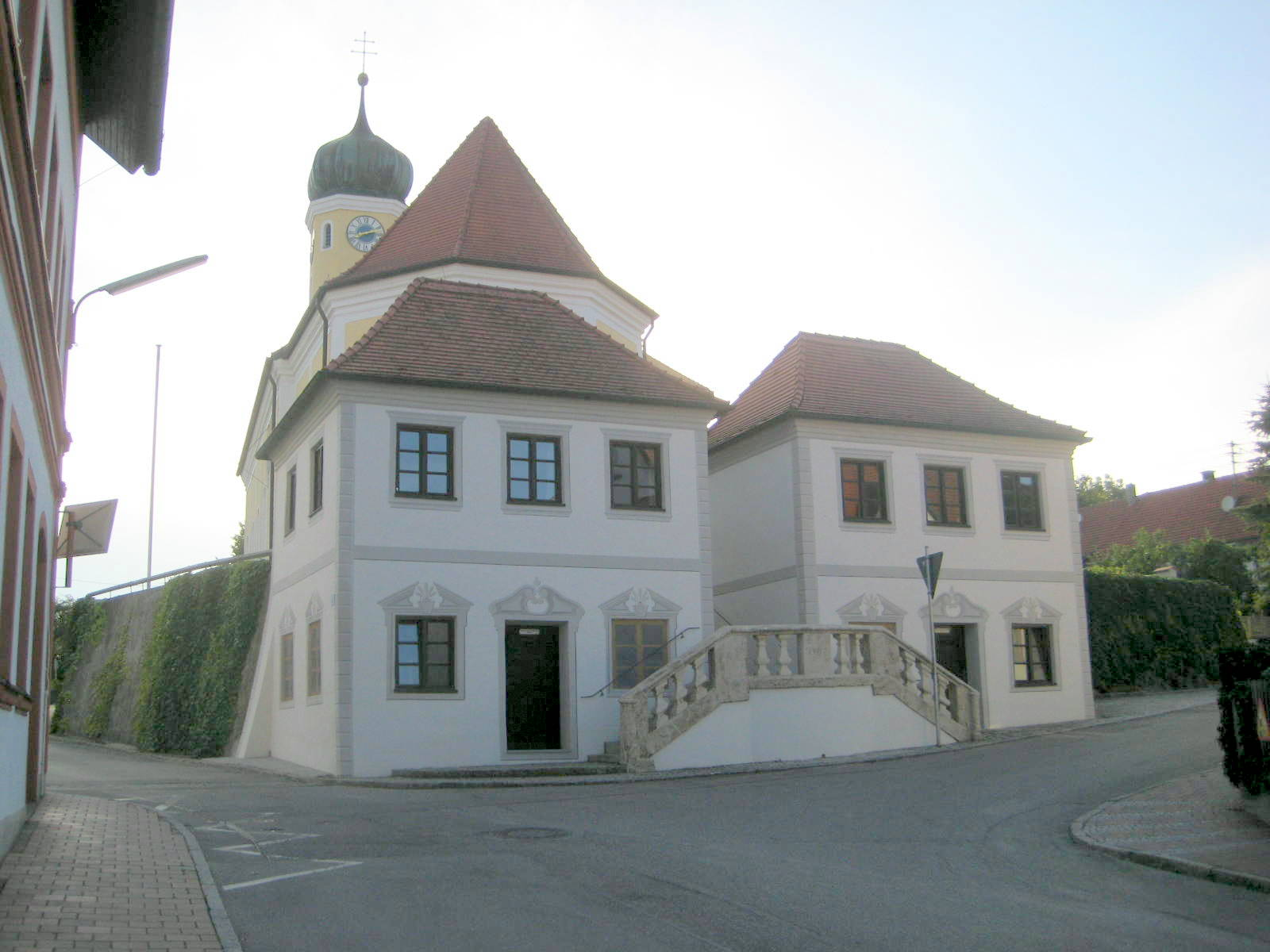
Zwei Bruderschaftshäuschen in Haag an der Amper

Ensemble Pfarrer-Weingand-Straße (Umgrenzung Hausnummern 1–6, 8, 10)
Aktennummer: E-1-78-129-1
Das Ensemble umfasst den kurzen geraden Straßenzug, der den Kirchberg mit der Ortsmitte des im 9. Jahrhundert genannten Ortes und späteren Hofmarkdorfes des Landgerichts Moosburg verbindet. Das Straßenbild wird von der Katholischen Pfarrkirche St. Laurentius, einem von den Hofmarksherren, den Grafen Lodron, 1779–1783 nach einem Brand neu errichteten Spätrokokobau, beherrscht, die Straßenachse zielt genau auf den Scheitel des Chores. Diesem sind, am Aufgang zum Kirchhof, symmetrisch zwei Bruderschaftshäuschen, spätbarocke Walmdachbauten, vorgelagert. Der Aufgang selbst ist als doppelläufige Treppenanlage mit barocker Brüstung gestaltet. – Die zur Ortsmitte hin abschüssige Straße ist durch überwiegend traufseitige, zweigeschossige Putzbauten des späteren 19. und frühen 20. Jahrhunderts eingefasst, darunter das Schulhaus und zwei große Gastwirtschaften. Das Hörhammersche Haus Nr. 6 und das kleine Bauernhaus Nr. 9 zeichnen sich durch Hausgärten besonders aus.
In diesem Abschnitt sind Objekte aufgeführt, die früher einmal in der Denkmalliste eingetragen waren, jetzt aber nicht mehr. Objekte, die in anderem Zusammenhang – also z. B. als Teil eines Baudenkmals – weiter eingetragen sind, sollen hier nicht aufgeführt werden. Aktennummern in diesem Abschnitt sind ehemalige, jetzt nicht mehr gültige Aktennummern.

| Lage                                     | Objekt                                                  | Beschreibung | Akten-Nr.             | Bild           |
| ---------------------------------------- | ------------------------------------------------------- | --- | --------------------- | -------------- |
| Haag Nahe Dorfplatz, im Schlossgarten () | Restbau des ehemaligen Haager Schlosses                 | Beim Schloss Haag in Haag an der Amper handelte es sich um ein nur noch teilweise erhaltenes Bauensemble. Der letzte Rest des ehemaligen Schlosses, das zum größten Teil 1854 abgebrochen worden war, wurde 1997 abgerissen. | D-1-78-129-8 Wikidata | weitere Bilder |
| Haag Inkofener Straße 13 (Standort)      | Wirtschaftsgebäude, ehemals zum Schlossbräuhaus gehörig | Massiv mit abgewalmten Satteldach und Stichbogenfenstern, 18./frühes 19. Jahrhundert. | D-1-78-129-8 Wikidata | BW             |